# 纳吉·约瑟夫
纳吉·约瑟夫（匈牙利語：Nagy József，1881年10月2日—1952年），匈牙利男子田径运动员。他曾代表匈牙利参加1908年夏季奥林匹克运动会田径比赛，获得男子混合接力铜牌。